# Kittie
Kittie é uma banda canadense de heavy metal, formada em London, Ontário, em 1996, pela guitarrista Fallon Bowman, as irmãs Lander, a baterista Mercedes e a vocalista/guitarrista Morgan. Tanya Candler completou a formação inicial da banda no baixo. As irmãs Lander permaneceram como as únicas integrantes constantes da banda. Coletivamente, seu material lançado por gravadoras independentes vendeu mais de dois milhões de cópias em todo o mundo.
Kittie foi escolhido como o nome do grupo porque "soava contraditório". Depois de assinarem com a Ng Records, Kittie lançou seu álbum de estreia Spit (1999), que teve um lançamento mais amplo pela Artemis Records no ano seguinte. O álbum, que exibia principalmente um som nu metal, vendeu pelo menos 600 mil cópias nos Estados Unidos e foi certificado de ouro pela Recording Industry Association of America (RIAA). A produção subsequente de Kittie, incluindo Oracle (2001) e Until the End (2004), viu a banda transitar para um som mais pesado, agressivo, embora melódico, com características de metal alternativo, groove metal e death metal. Nenhum dos discos foram capaz de replicar o sucesso de Spit, e Kittie saiu da Artemis Records em 2005.
Após deixar a Artemis, Kittie criou seu próprio selo, X of Infamy, e lançou seu quarto álbum, Funeral for Yesterday, em 2007. Em 2009, a banda assinou com a eOne Music, com quem lançou  In the Black (2009) e I've Failed You (2011), ambos com a baixista Ivana "Ivy" Jenkins. Após o lançamento de I've Failed You, Kittie entrou em um hiato por tempo indeterminado e as membros da banda buscaram vários outros projetos. Em 2018, um documentário, Kittie: Origins/Evolutions, narrando a história do grupo foi lançado em coordenação com seu 20º aniversário, seguido por um show de reunião único. Em 2022, Kittie se reuniu para se apresentar nos festivais Blue Ridge Rock e When We Were Young. Seu primeiro álbum em 13 anos, Fire, foi lançado em 21 de junho de 2024, pela Sumerian Records.

## Morte de Trish Doan
Em 13 de fevereiro de 2017 a banda postou um comunicado em sua página oficial do Facebook a respeito da morte da baixista, Trish Doan, aos 31 anos de idade. A causa da morte não foi informada e a banda pediu respeito a sua privacidade e de sua família. Trish sofria de depressão e anorexia, frequentemente postando sobre essas questões em seu twitter pessoal, onde também pedia doações para instituições de apoio a vítimas de depressão.

## Integrantes

### Atuais
- Morgan Lander – vocais principais, guitarra, piano (1996–2017, 2022–presente)
- Mercedes Lander – bateria (1996–2017, 2022–presente), vocais de apoio (2005–2017, 2022–presente)[11]
- Tara McLeod – guitarra (2005–2017, 2022–presente)
- Ivana "Ivy" Jenkins – baixo (2007–2012, 2017, 2022–presente)

### Anteriores
- Fallon Bowman – guitarra, vocais de apoio (1996–2001, 2017)
- Tanya Candler – baixo, vocais de apoio (1997–1999, 2017)[12]
- Talena Atfield – baixo (1999–2002)
- Jeff Phillips – guitarra, vocais de apoio (2001–2003, 2017) baixo (2007)[13]
- Jennifer Arroyo – baixo (2002–2005, 2017)
- Lisa Marx – guitarra (2004–2005)
- Trish Doan – baixo (2005–2007, 2012–2017; falecida em 2017)

## Discografia

### Álbuns de estúdio
- Spit (1999)
- Oracle (2001)
- Until the End (2004)
- Funeral for Yesterday (2007)
- In the Black (2009)
- I've Failed You (2011)
- Fire (2024)

### EP
| Data de lançamento | Título      | Gravadora        | E.U Billboard posição | E.U. Vendas |
| 2000               | Paperdoll   | Artemis Records  | N/D                   | N/D         |
| 2002               | Safe        | Artemis Records  | N/D                   | N/D         |
| 2006               | Never Again | Rock Ridge Music | N/D                   | N/D         |

### Singles
| Data de lançamento | Título                  | Posição    | Posição | Álbum                 |
| Data de lançamento | Título                  | U.S. Main. | E.U.    | Álbum                 |
| ------------------ | ----------------------- | ---------- | ------- | --------------------- |
| 2000               | "Brackish"              | —          | 46      | Spit                  |
| 2000               | "Charlotte"             | —          | 60      | Spit                  |
| 2001               | "What I Always Wanted"  | —          | —       | Oracle                |
| 2001               | "Run Like Hell"         | —          | —       | Oracle                |
| 2004               | "Into the Darkness"     | —          | —       | Until the End         |
| 2007               | "Funeral for Yesterday" | 40         | —       | Funeral for Yesterday |
| 2007               | "Breathe"               | —          | —       | Funeral for Yesterday |

### Demos
- Sex Iz Hell Demo (1998)
- Kittie Sampler Demo (1998)
- Kittie EP (1999)
- Spit Sampler (1999)
- Oracle Sampler (2001)
- What I Always Wanted Sampler (2001)
- What I Always Wanted Mixes (2001)
- Run Like Hell Australian Single (2002)